# Список персонажей мультсериала «Гриффины»

Семья Гриффинов и Суонсонов

Все перечисленные ниже персонажи являются героями американского мультсериала «Гриффины».

## Семья Гриффинов

### Питер Гриффин
Глава семьи и главный герой мультсериала. 42-летний (с 5-го сезона — 43-летний) тучный мужчина. Глуп (официально признан умственно отсталым), эгоистичен, любит выпить, но не курит. Любит пошутить, шутки по большей части плоские. Очень самонадеян, считает себя талантливым, и действительно, обладает незаурядными музыкальными способностями, но только в нетрезвом состоянии. Никогда не признает своих ошибок и не раскаивается, что резко отличает его от персонажа, с которым его часто сравнивают — Гомера Симпсона. Обожает телевидение, порно и группу Kiss; в большинстве серий ведет себя как ребёнок.
Работал на фабрике игрушек (на конвейере сборки), был рыбаком, а затем стал работать на Потакетской пивоварне.
По вероисповеданию — католик, хотя и становился иудеем сам, и обращал в иудаизм сына Криса.
В происхождении замечены негритянские, еврейские, испанские, ирландские и шотландские корни.
Большую часть времени, свободного от работы, проводит с друзьями в баре «Пьяная устрица» («Drunken Clam»).

### Лоис Гриффин
Жена Питера, неправдоподобно красивая и стройная для своих лет женщина. Родом из очень богатой семьи Пьютершмидтов, первых колонистов Род-Айленда. По вероисповеданию — протестантка (позже иудейка). Даёт домашние уроки игры на фортепиано, воспитывает троих детей. Сильно боится щекотки. Очень любит своего мужа и прощает ему все его выходки. У Лоис есть сестра Кэрол с постоянными неудачами в личной жизни и психически больной брат Патрик, имеющий воображаемую жену.
Лоис, несмотря на весьма уравновешенный характер, совершила много ошибок в жизни, о которых старательно не вспоминает. Она снялась в порнофильме, была арестована за клептоманию, становилась алкоголичкой, моделью на наркотиках, участвовала в драках и, более того, ещё до замужества с Питером однажды переспала сразу со всеми участниками рок-группы Kiss. Многие оправданно считают её лицемеркой. Ей 43 года.

### Стьюи Гриффин
Не по годам развитый годовалый (он — единственный из основных персонажей, кто никогда не взрослеет с течением серий) ребёнок, озабоченный манией мирового господства, чем напоминает Брейна из мультсериала «Пинки и Брейн». Его мечтам о захвате мира мешает тот факт, что никто не воспринимает его всерьёз (кроме Брайана). В оригинальной озвучке имеет сильный британский (итонский) акцент.
Вторая его мания — убить свою мать Лоис.
Его любимая игрушка — плюшевый медвежонок Руперт, которого малыш очень любит и обращается с ним, как с живым. Более того, когда Брайан случайно продаёт его на семейной барахолке, Стьюи уговаривает Брайана отправиться вместе с ним в Колорадо на поиски Руперта.
На протяжении многих серий Стьюи проявляет свою гомосексуальность.
Долгое время Стьюи подвергал сомнению тот факт, что его отцом является Питер, но после того, как он впервые встретил брата Бертрама в эпизоде «Emission Impossible», Стьюи убедился, что у его отца могут быть гениальные дети.
Отношения с Брайаном, на первый взгляд, сложные, сказывается полная противоположность их характеров, ведь Брайан флегматичен, а Стьюи наоборот, холерик. Но несмотря на это, они хорошие друзья, Стьюи и Брайан, являясь самыми интеллектуально развитыми членами семьи (а возможно, и города), часто путешествуют друг с другом и даже иногда выступают на сцене. В одной из серий 9-го сезона Стьюи признался, что Брайан — его лучший друг. Тайно влюблён в Брайана, что подтверждается в нескольких сериях. Так, например, в одной из серий Стьюи во время парного танца с Брайаном говорит «Я люблю тебя». На вопрос Брайана «Что?!» он моментально находит выход: «Песенку пою», при этом исход остаётся неясным; в другой на вопрос Брайана «Ты что, голубой?» он отвечает «Возможно».
Художники изобразили Стьюи в оригинальной манере: он не похож на других детишек города, но напоминает персонажа другого мультипликационного сериала — Арнольда. Однако, в серии «Stuck Together, Torn Apart» объяснена причина такой странной формы (дынеобразной) головы Стьюи, хотя в третьей серии, даже в то время, когда он был сперматозоидом, его голова дынеобразна. Ему 2 года.

### Брайан Гриффин
Необычный говорящий пёс породы лабрадор ретривер, которого Питер подобрал с улицы несколько лет назад. С тех пор Брайан стал полноправным членом семьи Гриффинов. Впрочем, по другой версии, Гриффины взяли Брайана ещё щенком.
Образован, красноречив и рационален; атеист. Любит выпить, курит. Обладает хорошим голосом. Романист (или, по крайней мере, пишет роман, который никак не закончит). Возможно, самый адекватный член семьи. Влюблён в Лоис на протяжении всех серий, и даже однажды смог на ней жениться. Единственный из членов семьи, кто понимает Стьюи, младшего из детей Гриффинов. Имеет двоюродного брата — Джаспера, пса-гомосексуала, живущего в Калифорнии. Сын покойной собаки Тортинки. Родился в Остине, Техас.
В последних сезонах водит серебристую Toyota Prius второго поколения.
Погибает под колёсами автомобиля в эпизоде «Life of Brian», но благодаря усилиям Стьюи, который спас его от машины, вернувшись в прошлое, вновь появляется в серии «Christmas Guy».

### Крис Гриффин
Тринадцатилетний (к четвёртому сезону — четырнадцатилетний, день рождения 8 февраля), нежеланный сын Питера и Лоис. Можно подумать, что Крис, который выше и крупнее Мег, старше её, но это не так. Второе имя Криса — Кросс (англ. Cris Cross — «крест-накрест»).
Крис не очень сообразителен и туп, впрочем, как и его отец. Он — единственный ребёнок, отцовство которого никогда не подвергалось сомнению (хотя он был зачат из-за порванного презерватива, благодаря чему его родители выиграли иск против завода-производителя и купили дом, в котором семья Гриффинов и живёт по сей день — поэтому Лоис называет его «своей любимой ошибкой»).
В комнате Криса прячется злая обезьяна (Evil Monkey), которую он очень боится, но в которую никто, кроме него, не верит. В конце концов Крис показал родителям обезьяну, после чего она переехала в дом Тома Такера.
Мечтает полететь на Луну. Талантливый художник.

### Мег Гриффин
Восемнадцатилетняя, также нежеланная, дочь Питера и Лоис. Возможно, что при рождении обладала небольшим хвостиком. Учится в старшей школе им. Джеймса Вудса (James Woods Regional High School). В 13 серии 3 сезона Брайан говорит, что настоящий отец Мег — Стэн Томпсон.
Мег постоянно волнуется о своих отношениях со сверстниками в школе. Кроме того, её не очень привлекательная внешность (в том числе наличие усов) всё время служит предметом для шуток. Была влюблена во многих, в том числе в Брайана (когда тот согласился отвести её на школьную вечеринку и назад, там выпил и, будучи пьяным, поцеловал её), ведущего новостей Тома Такера и мэра Куахога Адама Веста, но все отношения заканчивались плачевно. Саму её на протяжении всех серий любит лишь прыщавый очкарик с двойными брекетами Нил Голдман, который ей совершенно неинтересен.

## Родственники Гриффинов

### РодственникиПитера
- Фрэнсис Гриффин (Francis Griffin) (†) — ныне покойный[7] отчим Питера, долгое время считавшийся его отцом. Фрэнсис — бескомпромиссный старик, ирландец по национальности, этнический католик по вероисповеданию, долгое время проработавший на Потакетском пивзаводе. Не участвовал в воспитании сына, всё своё время отдавая работе, так как считал праздность страшным грехом. После 60 лет службы он вынужден был уйти с работы, но отказался отдыхать на пенсии (на что очень надеялся Питер, полагая что теперь отец будет проводить с ним больше времени), и в итоге стал телохранителем Папы Римского[23]. Фрэнсис ненавидит Лоис, так как она протестантка. Несмотря на внешнюю сухость и строгость, в глубине сердца Фрэнсис всегда беспокоился о Питере. При этом последняя фраза, которую он сказал Питеру перед смертью, была: «Ты — жирный, вонючий пьяница». Фрэнсис умер от травмы, нанесённой ему Питером, и перед смертью сказал, что ненавидит его[7].
- Тельма Гриффин (Thelma Griffin) (†) — мать Питера и вдова Фрэнсиса. Ей 82 года. Практически всё своё время проводит, играя в казино в Лас-Вегасе. Тельма — алкоголичка и заядлый курильщик, последнее выражается в периодических приступах кашля. Встречалась с Томом Такером, ведущим новостей, но вскоре они расстались, так как Тельма не искала продолжительных отношений. По словам Фрэнсиса Гриффина, по национальности является ирландкой. Умерла в 12 серии 12 сезона («Mom’s the Word») от инсульта.
- Майкл Шеймус Макфинниган (Michael Seamus McFinnigan) — биологический отец Питера. Живёт в Ирландии, дружит с говорящей овцой по имени О’Брайан (O’Brian), являющейся копией друга Питера — пса Брайана. Единственное появление Майкла — в эпизоде «Peter's Two Dads».
- Чип Гриффин (Chip Griffin) — сиамский брат-близнец Питера, почти всю жизнь развивавшийся и живший в его полости правого плеча (из-за чего его сначала приняли за плечевую грыжу). Внешне выглядит как чиби-версия Питера ростом чуть больше 20 сантиметров. Говорит очень тоненьким голоском (из-за маленького объёма лёгких). В отличие от своего брата, очень жизнерадостный и любопытный, искренне интересуется окружающим миром. Поругался с Питером из-за того, что, по его мнению, «Чип угрожал и вовсе заменить его в семье» (даже заглавную песню сериала вместо Питера пел Чип), но позже помирился с ним. Покинул семью, улетев на воздушном шаре, но позже стал участником «Шоу Миддлов». Появляется в серии «Vestigial Peter».
- Бертрам (Bertram) — «внебрачный» сын Питера, единокровный брат Стьюи. Имеет двух матерей-лесбиянок (одна настоящая, оплодотворившая себя спермой Питера в банке спермы[24], другая — приёмная). В первый раз братья встретились, когда Стьюи уменьшился и влез в Питера, чтобы уничтожить его семя[8]. Однако, спустя некоторое время, родившись, Бертрам попытался захватить игровую площадку Стьюи, так как у обоих одни и те же мечты и стремления[24]. В отличие от своего брата, Бертрам говорит с настоящим американским акцентом (в оригинальной озвучке) и имеет более округлую голову. В остальном — копия брата, не считая рыжих волос и веснушек. В серии «The Big Bang Theory» Бертрам погибает от рук Стьюи в эпохе Возрождения.

### РодственникиЛоис
- Картер Пьютершмидт — отец Лоис, богатый промышленник. Воспитывал дочь в атмосфере равнодушия (в серии «Let's Go to the Hop» Лоис вспоминает, как отец отказался выкупить похищенную дочь у террористов, потому что «не ведёт переговоры с бандитами»). Не любит Питера. Познакомившись с избранником дочери, Картер предлагал ему миллион долларов в обмен на обещание не видеться с дочерью. Не получив согласия, он попросту выкрал Питера и пытался утопить его в океане[25]. В последующих сериях, когда Питер уже женился на Лоис, Картер недолюбливал Питера так же, хотя в одной серии он чуть было не подружился с ним.
- Барбара Пьютершмидт — жена Картера, мать Лоис. Является иудейкой, что является предметом насмешек её мужа. Пережила Холокост.
- Патрик Пьютершмидт — брат Лоис, сын Картера и Барбары. Появляется в эпизоде «The Fat Guy Strangler». Маньяк-убийца, склонный к убийству толстяков, на что имеет основания. Имеет выдуманную жену, которую, якобы, видеть может только он.
- Кэрол Пьютершмидт — сестра Лоис. Появляется в эпизоде «Emission Impossible». Ныне замужем за Адамом Вестом.

### РодственникиБрайана
- Джаспер — кузен Брайана, очень похожий на него. Гей, работает в Голливуде на съёмках порнофильмов. В одном из эпизодов Брайан становится партнёром Джаспера по бизнесу, став режиссёром порнофильмов, и даже получает кинопремию за один из них[26].
- Дилан Фланниган — сын Брайана от Трейси Фланниган[англ.]. Поначалу предстаёт как типичный трудный подросток с возрастными проблемами, но после разговора с отцом по душам (и совместного раскуривания наркотических смесей) помирился с ним и решил полностью изменить свой образ жизни, став «порядочным человеком». Ту же самую помощь в конце концов он пообещал отцу по отношению к матери, у которой не заладилась жизнь после выпускного. Избил злую обезьяну в шкафу у Криса. Появляется в эпизоде «The Former Life of Brian».
- Тортинка — ныне покойная мать Брайана. Из её трупа сделали чучело. Появляется в эпизоде «Road to Rhode Island».
- Кокос — отец Брайана. Является расистом. Случайно сбит грузовиком с молоком. Несколько раз был упомянут, но не появился лично.

## Семья Свонсон
- Джо Суонсон  (Joe Swanson) — мужественный полицейский с парализованными ногами. Сосед и близкий друг Питера. Семья Суонсонов переехала в соседний от Гриффинов дом в эпизоде «A Hero Sits Next Door». Сперва Питер недолюбливал Джо из-за того, что к тому было слишком пристальное внимание Лоис и детей, но позже они поладили. Паралич ног Джо получил в результате драки с Гринчем, однако в 11 сезоне выясняется, что на самом деле его ноги стали такими из-за наркоторговца, который прострелил их после того, как он раскрыл, что Джо работает под прикрытием. Любит пострелять и соревноваться, также очень любит кино со Стивеном Сигалом в главной роли. Имеет некоторые проблемы с психикой — иногда срывается и орёт во всю глотку, иногда подключает к воплям пистолет. В эпизоде «Believe It or Not, Joe's Walking on Air» снова смог ходить, но Питер с друзьями при поддержке жены Джо вновь сделали его инвалидом. В первом эпизоде 10 сезона («Lottery Fever») Питер выбивает ему левый глаз, который Джо заменяет стеклянным протезом. Ему 46 лет.
- Бонни Суонсон (англ. Bonnie Swanson) — вечно беременная жена Джо. Без ума от своего мужа, во всём с ним соглашается. В эпизоде «Ocean’s Three and a Half» она наконец-таки родила дочь, новорождённую назвали Сьюзи. В эпизоде «Believe It or Not, Joe’s Walking on Air» стреляет мужу в позвоночник, чтобы он снова стал инвалидом, так как он хотел её бросить. До знакомства с Джо работала танцовщицей в баре «Похотливая устрица» (Fuzzy Clam).
- Кевин Суонсон (англ. Kevin Swanson) — сын Бонни и Джо. Слегка заторможенный, но физически очень развитый подросток. В эпизоде «Stew-Roids» Джо сказал, что Кевин погиб в Ираке. Однако в 10 сезоне в эпизоде «Thanksgiving» оказывается, что он выжил. В 1-м сезоне озвучен Джоном Крайером, затем несколько раз Сетом Макфарлейном, а в 2011—2015 годах Скоттом Граймсом (в десяти эпизодах).
- Сьюзи Суонсон (англ. Susie Swanson) — маленькая дочь Бонни и Джо, которая родилась в серии «Ocean's Three and a Half».

## Семья Браунов
- Кливленд Браун (Cleveland Brown) — афроамериканец, владелец небольшого ресторана. Близкий друг Питера. Раньше Кливленд был аукционистом, но после того, как на него упал один из лотов, стал говорить очень медленно. Познакомился с Питером, когда тот ловил попутную машину[25]. В то время он хипповал. Иногда у него случаются нервные срывы, но почти всегда Кливленд спокоен и угрюм. Развёлся с женой после того, как она изменила ему с Куагмаером[27]. В нескольких сериях его дом разрушают, когда он принимает ванну[28][29][30][31][32]. Главный герой мультфильма «Шоу Кливленда» (спин-оффа «Гриффинов»).
- Лоретта Браун (Loretta Marie Callender Brown) — бывшая жена Кливленда и мать Кливленда-младшего. Постоянно командовала бывшим мужем. Всячески способствует продвижению чёрной культуры. Развелась с мужем после своей измены с Куагмаером. Погибла от перелома шеи в эпизоде «Gone With the Wind» мультсериала «Шоу Кливленда» (Питер уронил на дом, где она принимала ванну, скелет динозавра).
- Кливленд Браун-младший (Cleveland Brown Jr) — сын Кливленда и Лоретты Браун. Гиперактивный подросток с рассеянным вниманием. В эпизоде «Fore Father» Питер пытался сделать из него чемпиона по гольфу. Является одним из главных героев «Шоу Кливленда».
- Донна Таббс-Браун (Donna Tubbs-Brown) — вторая жена Кливленда. В школе встречалась с ним, но вышла замуж за другого, но через 20 лет развелась. Имеет двух детей от первого брака — дочь Роберту и сына Ралло. Также одна из главных героинь «Шоу Кливленда».

## Гленн Куагмаер
- Гленн Куагмаер (Glenn Quagmire) — друг и сосед Питера. Познакомился с ним почти одновременно с Кливлендом, когда служил в ВМС США[25]; ныне работает пилотом самолёта в аэропорту Куахога. Ему 61 год.

Имеет мощное либидо, сексуально озабочен (одно из проявлений — кнопка звонка на его двери изображает минет), часто мастурбирует. Почти вся мебель (и не только она) в его доме раскладывается в кровати. Любимая фраза — «Giggity Giggity Goo» (появляется в письменном виде в эпизоде «I Take Thee Quagmire», изображает половой акт, примерный перевод на русский язык — «Трах-трах-тибидибидах»). Увивается за каждой юбкой, но старается воздержаться при жёнах друзей. Вероятно, он сильно зависим от секса. Во всех эпизодах испытывает сильное желание заняться сексом с Лоис. Фетишист.
В эпизоде «I Take Thee Quagmire» женился на горничной Джоан, которая умерла в том же эпизоде.
По-видимому, имеет взрослого сына в Испании, хотя сам об этом не знает.
Ещё имеет взрослых дочерей-двойняшек, о которых тоже не знает, они работают танцовщицами стриптиза.
Имеет несколько девятилетних детей. Также он имеет маленькую дочь по имени Анна-Ли, которую в одном из эпизодов отдал в приёмную семью.
Отец Куагмаера, Дэн, впервые появляется лишь в «Quagmire's Dad», где становится женщиной Айдой.
Имеет сестру Бренду, жениха которой он убил. Также у Гленна есть пятилетняя племянница, которая болела раком, и ей делали химиотерапию, из-за чего облысела и Брайан принял её за мальчика.
Ненавидит Брайана и часто конфликтует с ним. В одном из эпизодов высказывает ему в лицо всё, что о нём думает.

## Семья Голдманов
- Морт Голдман (Mort Goldman) — аптекарь-еврей средних лет. Очень хорошо играет в боулинг, но плохо общается с другими, так как у него мало опыта в общении и он карикатурно уродлив. Невротик, ипохондрик и трус.
- Мюриэл Голдман (Muriel Goldman) — жена Морта, еврейка. Выглядит почти также как её муж. Её убивают в серии «And Then There Were Fewer».
- Нил Голдман (Neil Goldman) — сын Морта и Мюриэл. Очень похож на своих родителей. Учится в одной школе с Мэг и Крисом. Редактор школьной газеты. Безответно влюблён в Мэг, добиться сердца которой пытается во всех эпизодах. Комичный образ прыщавого самоуверенного неудачника из старших классов, по всей видимости, введён в сериал в качестве насмешки над одним из сценаристов, писавшим сюжеты для первого сезона Гриффинов и носящего те же имя и фамилию, что и персонаж.

## Семья Такеров

### Семья Такеров
- Том Такер (Tom Tucker) — ведущий новостей 5 канала. Эгоистичен и самовлюблён[21]. Даже в жизни ведёт себя так, как будто он в эфире (иногда делая перерывы на несуществующие рекламы). Всё время делает двусмысленные намёки, хотя сам этого как будто не замечает. Часто оскорбляет окружающих, в особенности свою соведущую Дайану Симмонс.
- Стэки Такер — жена Тома Такера. О ней почти ничего не известно. Она вторая жена Тома, возможно, склонна к депрессии и алкоголизму.
- Джейк Такер — сын Тома Такера. Вследствие генетического уродства, его лицо расположено «вверх тормашками». Отличается плохим характером. Учится в одной школе с Мэг и Крисом.

### Другие телеработники
- Дайана Симмонс — ведущая новостей Канала 5, соведущая Тома Такера. Девичья фамилия Дианы — Сейдельман, что говорит о её еврейских корнях. Испытывает неприязнь к чернокожему населению. Кроме новостей, Диана ведёт своё собственное шоу, напоминающее англ. The Jerry Springer Show. В эпизоде «Fifteen Minutes of Shame» в этом шоу приняла участие Мэг, недовольная своей семьёй, постоянно ставящей её в неудобное положение. В колледже Диана снялась в любительском фильме «Чечевица», а после того как Лоис возглавила театр «Куахогские лицедеи», практически исполнила главную роль в мюзикле «Король и я», который пытался поставить Питер (в серии «The King Is Dead»). Том Такер и Диана Симмонс являются полной противоположностью Грэгу Корбину и Терри Бэйтсу — ведущим новостей из «Американского папаши», в свою очередь, являющихся гей-парой. В серии «And Then There Were Fewer» она оказалась убийцей нескольких человек и вскоре она была застрелена у замка малышом Стьюи Гриффином.
- Триша Таканава (англ. Tricia Takanawa) — «азиатский корреспондент» Канала 5. Трише приходится выполнять всю грязную работу, к примеру, в одном из репортажей она занималась сексом с незнакомцем (Куагмиром), но что бы она ни делала, она не проявляет никаких эмоций, монотонно сообщая о происходящем. Её этническая принадлежность подчёркивается в каждом выпуске новостей Томом или Дианой, предваряющим её репортажи словами: «А теперь перейдём к нашему азиатскому корреспонденту — Трише Таканаве» («And now we go to Asian reporter, Tricia Takanawa»). В серии «Da Boom», после конца света, наступившего в 2000 году, Триша была съедена Томом и Дианой, однако всё случившееся оказалось фантазией, и Триша появлялась и в последующих сериях. В серии «Carter and Tricia[англ.]*» Питер даёт ей информацию о том, что Картер покупает Потакетскую пивоварню и решает снести пару помещений, чтобы сэкономить деньги.
- Олли Вильямс (англ. Ollie Williams) — чернокожий метеоролог Канала 5. Его прогнозы всегда коротки, типа «Сильный дождь!», и он их всегда громко и злобно выкрикивает. Иногда ведёт другие рубрики, но в таком же стиле. В начале эпизода «Lois Kills Stewie» он также коротко озвучил содержание предыдущей серии. Стиль его общения (короткие фразы) вызван злоупотреблением алкоголем и как следствие, — ухудшением памяти. Вероятно, у сына такая же проблема который имеет много тайн как он это получил. Либо Олли его сильно запугал, либо Олли пил алкоголь когда жена Олли Вильямса была беременна сыном, либо Олли напоил жену алкоголем когда была зачата ребёнком.
- Джойс Кинни (англ. Joyce Kinney) — новая телеработница Канала 5. Впервые появилась во второй серии девятого сезона («Excellence in Broadcasting»). В прошлом её имя было не Джойс Кинни, а Джойс Чеваправатдумронг но она поменяла фамилию на Кинни после жестокой выходки Лоис в прошлом (And I’m Joyce Kinney). Тем более такую фамилию бы не приняли в новости. Позже Джойс выставила Лоис что она раньше снималась в порнофильме 80-х «В поисках меха» (Ouest for fur).

## Эпизодические
- Адам Вест (Adam West) — мэр Куахога. Одержим многочисленными маниями, например, тратил бюджетные деньги на то, чтобы выяснить, кто ворует воду, которой он поливает цветы (на самом деле вода впитывалась в землю), хранит дома котопульту, чтобы отгонять незванных гостей и т. д. Официально женился на своей руке. Имел сексуальный контакт с Люком Перри в серии «The Story on Page One», а также интрижку с Мэг. Но в серии «Brothers & Sisters» он женился на Кэрол (сестре Лоис)[22]. Адам Уэст — реально существующий человек, актёр, озвучивающий самого себя. Он получил известность в США играя роль Бэтмена в одноимённом сериале в 1966—1968 гг. Скончался, и на посту мэра занял его двоюродный брат Дикий Вест.
- Винни — Собака семьи Гриффинов, заменившая Брайана в 12 сезоне после его смерти. Его хозяин умер. В 8 серии 12 сезона исчез так как Стьюи вернулся в прошлое и спас жизнь Брайану. Появился в 15 сезоне, так как он исчез из сюжета и активировалась новая линия жизни этого персонажа.
- Консуэлла (англ. Consuela) — мексиканская домработница, время от времени появляющаяся в эпизодах. Первое появление было в эпизоде «Dog Gone», когда Лоис была вынуждена нанять её из-за Питера. Однако, долго в семье Гриффинов она не продержалась, работала (судя по тому же эпизоду) у Джо, затем в 9 сезоне её можно увидеть на работе у Картера. Обладает ярко выраженным мексиканским (испанским) акцентом, «коронная фраза»: «No, no, no…» Очень упрямая, всегда одевается в одну и ту же рабочую светло-розовую форму. Есть племянники и сын.
- Смерть (англ. Death) — в оригинале является созданием мужского пола, но в связи с тем, что «смерть» в русском языке — слово женского рода, российским зрителям позиционируется, как существо женского пола. Дружит с Питером. Мгновенно убивает того/ту, до кого дотронется. Не чурается земных радостей[25] (в некоторых сериях курит). В потустороннем мире живёт с заботливой и суетливой мамой. Имеет «собаку» по кличке Смерть собачья[33]. В одной из серии было упомянуто, что оригинальная мечта Смерти — стать дриадой (лесным стражем), но отец наотрез не хочет этого и стал(а) Смертью.
- Герберт (англ. Herbert) — старый эфебофил-педофил, возможно склонный к трансвестизму. Живёт недалеко от Гриффинов и постоянно пристаёт к Крису, но тот не понимает, в чём дело, считая старика просто «смешным». «Прозревает» наивный Крис лишь в эпизоде «Play It Again, Brian». Ходит на поддерживающей рамке и имеет собаку, у которой парализованы задние лапы, и которая выглядит, как он. В молодости был участником второй мировой, эпизод German guy. Первоначально планировалось, что он будет или жутким водителем школьного автобуса, рядом с которым боится проходить Крис, или эксцентричным мороженщиком (что было обыграно, когда он идёт в представительство «Хаммера» и спрашивает, готова ли уже его машина с песенкой продавца мороженого). Герберт должен был быть просто «одноразовым» персонажем с единственным появлением, но получилось, что он стал чрезвычайно популярен среди фанатов. По словам Сета Макфарлейна, Герберт был создан, в результате того, что актёр озвучивания Майк Генри придавал своему голосу звучание в неодобрительной манере, каждый раз, когда у сценаристов были затруднения с придумыванием идей для новых серий. Он признал, что каждый раз это заставляло его смеяться, и решил приспособить его к какому-нибудь персонажу.
- Измазанный маслом глухой парень (англ. Greased Up Deaf Guy) — парень, который появляется неожиданно, всегда голый, и вымазанный маслом, громко выкрикивая несколько фраз, абсолютно не относящихся к делу. Постоянно бегает на месте. Он, однако, не совсем глухой, потому что иногда слышит, что ему говорят. По-видимому бывший юрист, в одной серий одиннадцатого сезона, когда Брайан поворачивает время вспять, видно как он проходит мимо цистерны с маслом, которая взрывается; в результате он обжигается, и убегает от очага огня, облитый маслом.
- Гигантский Петух Эрни (англ. Ernie the Giant Chicken) — петух, который однажды дал Питеру Гриффину просроченный купон, после чего Питер затеял с ним крупную драку по всему городу. Позже в пятом сезоне сериала в эпизоде «Meet the Quagmires», когда Питер оказывается в очередной раз за эту серию в прошлом, он идёт на школьный бал, где, увлечённый танцем с Лоис, очень сильно ударяет Эрни. Но тогда драка не завязалась, так как некий парень успокоил Эрни тем, что они вряд ли ещё когда-нибудь с Питером встретятся. Петух Эрни появляется неожиданно и всегда вступает в схватку с Питером. Их драки всегда очень продолжительны и разрушительны. Питер всегда побеждает, думая, что Эрни убит, и уходит, избитый и потрёпанный, весь в крови, после чего возвращается к разговору, на котором его прервали, как ни в чём не бывало. Однако Эрни каждый раз выживает, чтобы через некоторое время появиться и снова затеять драку. В пятом сезоне, в эпизоде «No Chris Left Behind», во время драки Питер и Эрни вдруг останавливаются и понимают, что они уже не помнят, из-за чего дерутся. Эрни приглашает Питера в ресторан и знакомит его со своей женой Николь. Однако, во время ужина опять возникает перепалка из-за того, что Питер и Эрни не могут поделить, кто из них оплатит счёт за ужин, вновь начинается драка и Питер вновь побеждает. Так же в серии «Blind Ambition» тоже Питер побеждает Эрни, общипав ему лицо пропеллером после прибытия в лайнере. В последней серии 10 сезона, Питер опять встречается с Эрни, что приводит к драке, которая происходит в городе, происходит перемещение в прошлое, но Питер и Эрни перемещаются назад на машине из фильма «Назад в будущее», драка продолжается в лаборатории клонирования. Пока Питер и Эрни дерутся в одной камере, из другой выходят их клоны и в ходе массовой драки лаборатория уничтожается. Драка перемещается на шаттл и заканчивается на буровой станции в море.
- Джеймс Вудс (англ. James Woods) — знаменитый американский актёр (в сериале озвучивает сам себя). Собственно в сериале, Вудс — комическая калька с оригинала. Школа, в которой учатся Мэг и Крис, носит имя Джеймса Вудса. Первое появление Джеймса Вудса произошло в четвёртом сезоне сериала в эпизоде «Peter's Got Woods». В этой серии Питер и Брайан повздорили. На замену Брайану пришёл Джеймс Вудс и стал на время лучшим другом отца семейства Гриффинов. Но в конце концов, Питер и его пёс всё-таки мирятся. Вудс оказался лишним и они решают избавиться от него: запирают в ящик и прячут на огромном складе. Во второй раз (шестой сезон серия «Back to the Woods») Вудс появляется, чтобы отомстить. Он завладевает бумажником Питера, где находятся все его документы. Вудс называет себя Питером Гриффином и занимает его место. Питер же в отместку становится на время Джеймсом Вудсом и всячески портит его репутацию. В итоге, Вудс повержен, и в конце серии снова оказывается в ящике на том же огромном складе. После этого Вудс появляется в восьмом сезоне в эпизоде «Brian Griffin's House of Payne», где играет главную роль в сериале, снятом по сценарию Брайана. Был убит Дианой Симонс в серии «And Then There Were Fewer».
- Джиллиан (Jillian) — девушка Брайана, с которой он встречался с эпизода «Whistle While Your Wife Works» по эпизод «Movin' Out (Brian's Song)». Молодая, красивая, стройная пустоголовая блондинка. Ездит на «Фольксваген Джетта»[34]. Страдает нервной булимией[35]. Фактически, Брайан пользовался ею всё время, не желая серьёзных отношений. В итоге она ушла от него к мэру Адаму Весту. Затем ушла от него к Дереку, после смерти которого, ушла к Куагмиру, который был её парнем, лишь для того, чтобы позлить Брайана.
- Оливия (Olivia) — подруга и напарница по концертным выступлениям Стьюи. Девочка со светлыми волосами, ровесница Стьюи. Обладает хорошим голосом, поёт и танцует. Создав творческий дуэт в эпизоде «From Method to Madness», малыши в этой же серии и расстались, так как Оливию признали более талантливой, чем Стьюи, и пригласили в Голливуд. Через некоторое время её карьера пошла на спад, и девочка вернулась в Куахог. Стьюи всё ей простил и постепенно уговорил пожениться. Они поселились в картонной коробке во дворе Гриффинов, но в конце того же эпизода Стьюи сжигает её заживо, застав с любовником. В 15 сезоне она появилась живой и здоровой, но не ясно как ей удалось выжить.
- Джейсон Вурхиз (Jason Voorhees) — маньяк из серии фильмов «Пятница 13-е». Появлялся эпизодически в нескольких сериях, имеет сына, страдающего избыточным весом (возможно, умственно отсталого).
- Эми — девушка, работавшая в зоомагазине. Появилась в эпизоде «Death Lives». Эта девушка нравилась Смерти. Питер устроил Смерти и Эми свидание в обмен на то, чтобы Смерть привела на его годовщину с Лоис певца Питера Фрэмптона[англ.]*. Несмотря на все старания, отношений у неё со Смертью не вышло, и тот убил её.
- Джоан — горничная по найму. Появилась в эпизоде «I Take Thee Quagmire». Питер выиграл Джоан в телевикторину, на одну неделю. Увидев её, Куагмир влюбляется в неё. После продолжительных отношений Гленн предложил ей стать его женой, и она согласилась. Но в день свадьбы Гленн понял, что, став её мужем, он не сможет вести свободную сексуальную жизнь, и пожалел об этом. Чтобы избавиться от Джоан, Гленн поначалу решил по-доброму с ней разойтись, на что получил отказ в виде готовности последней вскрыть вены. Тогда он сымитировал свою смерть. На похоронах выяснялось, что он жив. В тот же момент за ним пришла Смерть, чтобы забрать его. За Гленна заступилась Джоан, и, напав на Смерть, умерла. Смерть, увидев это, решил не брать Гленна.
- Найджел Пинчли — английский бизнесмен появившийся в серии «One If by Clam, Two If by Sea». Он купил бар «Пьяная устрица» и переделал его в английский паб, который сам потом поджёг ради страховки. В поджоге паба были обвинены Питер, Джо, Кливленд и Куагмир. Найджел испытывал чувства к Лоис, и был разоблачён ею в поджоге. В итоге он был повешен в Тауэре.
- Элиза Пинчли — маленькая дочь Найджела Пинчли, появилась в эпизоде «One If by Clam, Two If by Sea». Она нравилась Стьюи, который поспорил с Брайном, что сделает из неё настоящую леди, и в итоге проиграл. После казни Найджела Пинчли была заключена в детский дом при Тауэре. В конце эпизода написала письмо Стьюи, указав, что собирается отомстить за отца, и при освобождении сделает всё, чтобы убить Лоис, чем очень порадовала и развеселила малыша.
- Хорес — владелец «Пьяной устрицы», любимого заведения Питера, Джо, Куагмайра, Кливленда. Погиб в 19 серии 11 сезона на бейсбольном матче, и наследие «Пьяной устрицы» продолжил Джером, раз он несёт ответственность за его смерть, и решил возместить ущерб.
- Жаба Гриффин — пародийный персонаж (пародия на Джаббу из «Звёздных войн») — толстый слизняк с головой Питера Гриффина, появляется в серии «He's Too Sexy for His Fat».
- Злая обезьяна — живёт в шкафу Криса, всегда скалится и дрожащей рукой указывает на того, кого хочет напугать. В одном из эпизодов подобрела, вступив в церковь сайентологии. В эпизоде Hannah Banana раскрывается тайна происхождения обезьяны(один эпизод показал что когда он возвращался с работы, его жена изменила с другим), и она благополучно съезжает в дом Такеров.
- Шимус — старый одноглазый моряк. Всё его тело, кроме головы, состоит из дерева. В эпизоде And Then There Were Fewer даётся этому объяснение. Есть сын.
- Брюс — человек с мягким полу-женским растянутым голосом. Гей — в ряде эпизодов упоминается его парень, Джереми. В разных сериях он работает рефери на ринге, терапевтом, работником лазерного тира, массажистом, офисным клерком, дьяконом. Часто вытянуто произносит фразу «Oh no…»
- Мистер Вид — глава производства игрушек, где раньше работал Питер Гриффин.
- Доктор Хартман — порой иронически заявляет о своей некомпетентности в области медицины, но тем не менее вполне справляется со своими обязанностями(даже настолько, что он сможет сделать медицинский подвиг). Зачастую перед становлением диагноза шутит и сам же смеётся. Несмотря на всю суть, Гриффины - единственная семейка который держит его финансово. Довольно часто появляется начиная со второго сезона. Есть сын. Страдает дислексией. Назван в честь коллеги Сета МакФарлейна Элмера «Буча» Хартмана, когда оба работали над мультсериалами Коровка и Петушок и Джонни Браво.
- Иисус Христос — периодически появляется в сериале. Работал продавцом в музыкальном магазине. Пытался переспать с Лоис.
- Адольф Гитлер — немецкий политический деятель австрийского происхождения и лидер национальной социалистической немецкой рабочей партии (обычно известной как нацистская партия), был канцлером Германии с 1933 до 1945 года. Карикатура Гитлера появляется в нескольких эпизодах Гриффинов. Часто появляясь в затемненных вставках, персонаж Гитлера придуман для комичного эффекта, обычно заставляя его казаться глупым или некомпетентным.